# Habitzheim
Habitzheim (im lokalen Dialekt: Hoazem) ist einer von sechs Ortsteilen der Gemeinde Otzberg im südhessischen Landkreis Darmstadt-Dieburg, die sich am 31. Dezember 1971 als bis dahin selbständige Gemeinden zur neuen Gemeinde Otzberg zusammengeschlossen haben. Mit seinen circa 1500 Einwohnern ist Habitzheim der zweitgrößte Ortsteil der Gemeinde.

## Geschichte

Herrschaft Habitzheim der Löwenstein-Wertheim-Rochefort im 17. Jahrhundert

### Ortsgeschichte
Habitzheim wurde erstmals 1262 als Habuchisheim urkundlich erwähnt.
Suffia b. n. mater Donei .... Graslac et Erimannus fratribus in Mohsbach quondam agrum in Habuchisheim obligans ita ejus memoria apud frares per .... haberetur
Der Ort änderte seinen Namen im Laufe der Zeit, wobei auch um 1339 der heute noch im Dialekt gebräuchliche Name Hoazem entstand.
Bereits 1323 besaß die Reichsabtei Fulda eine Wasserburg im Ort, die als Vorwerk zur Veste Otzberg gehörte.
Mehrere Adelsgeschlechter waren im Mittelalter Lehensnehmer der Fuldaer Äbte. Dazu zählten neben den Bickenbachern, die heute ausgestorben sind, auch die Grafen von Erbach und die Grafen von Wertheim sowie der Pfälzer Kurfürst.
Ab 1561 gehörte der Ort zum Besitz der späteren Grafen bzw. Fürsten von Löwenstein-Wertheim-Rochefort. Die ehemalige
Wasserburg Habitzheim, heute ein Hofgut, befindet sich noch in ihrem Besitz (seit 2014 Johanna Freifrau Heereman, geb. Prinzessin zu Löwenstein). Zu dieser Herrschaft gehörten neben Habitzheim selbst die Orte Spachbrücken, Zeilhard, Groß-Zimmern und Georgenhausen (dieser nur von 1482 bis vor 1618). 1806 fiel die Landeshoheit der kleinen Herrschaft Habitzheim im Zuge der Bildung des Rheinbunds und der Mediatisierung der Fürsten von Löwenstein-Wertheim an das Großherzogtum Hessen. In der Folge war die Herrschaft Habitzheim eine hessische Standesherrschaft, zu der neben dem Marktflecken Habitzheim sieben Dörfer gehörten. Bis 1822 gehört Habitzheim dann verwaltungsmäßig zum standesherrlichen Amt Habitzheim.
Die Statistisch-topographisch-historische Beschreibung des Großherzogthums Hessen berichtet 1829 über Habitzheim:

„Habizheim (L. Bez. Breuberg) Marktflecken; liegt an dem Semderbach, 3 St. von Breuberg und gehört dem Fürsten von Löwenstein-Wertheim-Rosenberg. Der Ort hat 140 Häuser und 1029 Einw., unter denen 648 Luth., 304 Kath., 20 Reform und 57 Juden sind. Man findet eine luth. Pfarrkirche, eine kath. Kapelle, die 1412 von Eberhard Schenk von Erbach gestiftet wurde, ein Schloß, jetzo die Fürstl. Löwensteinische Rentei, mit einem großen Garten, 2 Mahl- und 2 Oelmühlen. Jährlich werden 3 Vieh- und 3 Krämermärkte gehalten. – Das Schloß Habizheim, zu welchem Spachbrücken und Zeilhardt gehörten, hat zu Anfang des 14. Jahrhundert Ulrich I. von Bickenbach von der Abtei Fulda zu Lehen getragen. Nach dem Ableben Ulrichs I. ohne männliche Erben, zog der fuldische Abt Heinrich, 1340, diese Lehenstücke ein, verlieh solche aber, 1342, dessen Wittwe Elisabeth, einer Tochter Johannes I., Herrn zu Limburg an der Lahn, und deren beiden Töchtern, Agnes und Amene. Durch den in diesem Jahre ausgefertigten Lehenbrief wurde die Burg in vier Theile getheilt, von welchen Ulrichs I, Wittwe für sich und ihre Töchter drei, ihr Vetter Conrad III. von Bickenbach, einen Theil bekam. Durch Verheurathung und durch die weitere Theilung der bickenbachischen Güter, kamen die drei Theile an den Schenken Eberhard von Erbach und das vierte an Graf Gerhard von Reineck. Durch des letzteren Tochter, Margarethe, kam dieser Theil an den Grafen Johann von Wertheim. Pfalzgraf Ruprecht der Aeltere brachte von der Abtei Fulda, 1390, die Hälfte von Umstadt mit allen davon abhängenden Lehenschaften, durch Kauf an sich; wodurch er zugleich das Lehensrecht über Habizheim sich erworben hatte. Zufolge dieses Rechts belehnte er 1397 Eberhard, Schenken von Erbach, mit dessen Theil an der Burg, Dorf. Vogtei und Gericht zu Habizheim. Die Schenken von Erbach scheinen erst 1406 in den vollständigen Besitz von Habizheim gekommen zu seyn. In der bairischen Fehde nahm Landgraf Wilhelm II. die Burg sammt Zugehör weg; jedoch wurde bald alles wieder in vorigen Stand gesetzt. Im Jahr 1530 verkaufte Schenk Valentin das Lehen mit Bewilligung des Churfürsten Ludwigs V. von der Pfalz an die Grafen, nachherigen Fürsten von Löwenstein, die auch die übrigen veräußerten Theile alle zusammenbrachten. Das Schloß machte mit den Dörfern Habizheim, Spachbrücken, Zeilhardt und Großzimmern eine Cent aus, in welcher die Fürsten von Löwenstein-Wertheim die Untergerichtsbarkeit, die Umstädter Sammtherrschaften (Hessen und Pfalz) hingegen die Territorialhoheit und alle hohe Obrigkeit hatten. Die pfälzischen Gerechtsame kamen 1802 an Hessen, und 1805 trat Hessen die Landeshoheit und die Centrechte von Habizheim an LöwensteinWertheim durch Tausch ab. Im Jahr 1806 hat der Fürst Constantin dem Ort das Privilegium, 3 Jahrmärkte zu halten, ertheilt. Endlich kam Habizheim 1806 unter Hess. Souveränität.“

Hessische Gebietsreform (1970–1977)
Im Zuge der Gebietsreform in Hessen schloss sich Habitzheim zum 31. Dezember 1971 freiwillig mit den Gemeinden Hering, Lengfeld Nieder-Klingen, Ober-Klingen und Ober-Nauses zur neuen Gemeinde Otzberg zusammen. Für die sechs ehemals eigenständigen Gemeinden wurden Ortsbezirke mit Ortsbeirat und Ortsvorsteher nach der Hessischen Gemeindeordnung gebildet. Sitz der Gemeindeverwaltung wurde Lengfeld.

### Verwaltungsgeschichte im Überblick
Die folgende Liste zeigt die Staaten und Verwaltungseinheiten, denen Habitzheim angehört(e):
- vor 1323: Heiliges Römisches Reich, Zent Umstadt (Kondominat), Amt Habitzheim des Klosters Fulda
- ab 1323: Heiliges Römisches Reich, Zent Umstadt, Amt Habitzheim an die Herren von Bickenbach
- ab 1360: Heiliges Römisches Reich, Zent Umstadt, Amt Habitzheim (Bickenbachischen Rechte gehen an die Schenken von Erbach)
- ab 1390: Heiliges Römisches Reich, Kurpfalz (durch Kauf; bis 1427 an Herrschaft Hanau verpfändet), Zent Umstadt, Amt Habitzheim
- ab 1504: Heiliges Römisches Reich, Zent Umstadt (Kurpfalz und Landgrafschaft Hessen je zur Hälfte), Amt Habitzheim
- 1567–1803: Hessischer Anteil zeitweise aufgeteilt zwischen Landgrafschaft Hessen-Kassel, Landgrafschaft Hessen-Darmstadt und Hessen-Rheinfels
- ab 1528: Heiliges Römisches Reich, Zent Umstadt, Amt Habitzheim als Lehen an die Herren von Löwenstein-Wertheim
- ab 1803: Heiliges Römisches Reich, Landgrafschaft Hessen-Darmstadt,[Anm. 3] Zent Umstadt, Amt Habitzheim (Standesherrschaft Löwenstein-Wertheim)
- ab 1805: Heiliges Römisches Reich, Herren von Löwenstein-Wertheim (durch Tausch), Amt Habitzheim
- ab 1806: Großherzogtum Hessen,[Anm. 4] Fürstentum Starkenburg, Amt Habitzheim (Standesherrschaft Löwenstein-Wertheim)
- ab 1815: Großherzogtum Hessen[Anm. 5], Provinz Starkenburg, Amt Habitzheim (Standesherrschaft Löwenstein-Wertheim)
- ab 1822: Großherzogtum Hessen, Provinz Starkenburg, Landratsbezirk Breuberg[Anm. 6]
- ab 1848: Großherzogtum Hessen, Regierungsbezirk Dieburg
- ab 1852: Großherzogtum Hessen, Provinz Starkenburg, Kreis Dieburg
- ab 1871: Deutsches Reich,[Anm. 7] Großherzogtum Hessen, Provinz Starkenburg, Kreis Dieburg
- ab 1918: Deutsches Reich, Volksstaat Hessen,[Anm. 8] Provinz Starkenburg, Kreis Dieburg
- ab 1938: Deutsches Reich, Volksstaat Hessen, Landkreis Dieburg[15][Anm. 9]
- ab 1945: Amerikanische Besatzungszone,[Anm. 10] Groß-Hessen, Regierungsbezirk Darmstadt, Landkreis Dieburg
- ab 1946: Amerikanische Besatzungszone, Land Hessen, Regierungsbezirk Darmstadt, Landkreis Dieburg
- ab 1949: Bundesrepublik Deutschland, Land Hessen, Regierungsbezirk Darmstadt, Landkreis Dieburg
- ab 1972: Bundesrepublik Deutschland, Land Hessen, Regierungsbezirk Darmstadt, Landkreis Dieburg, Gemeinde Otzberg[Anm. 11]
- ab 1977: Bundesrepublik Deutschland, Land Hessen, Regierungsbezirk Darmstadt, Landkreis Darmstadt-Dieburg, Gemeinde Otzberg

### Gerichte
Die zuständige Gerichtsbarkeit der ersten Instanz war:
- Zentgericht Umstadt aus dem ehemals fuldischen Vogteigericht hervorgegangen
- bis 1822: standesherrliches Amt Habitzheim
- ab 1822: Landgericht Höchst, zweite Instanz: Hofgericht Darmstadt
- ab 1853: Landgericht Reinheim, zweite Instanz: Hofgericht Darmstadt
- ab 1879: Amtsgericht Reinheim, zweite Instanz: Landgericht Darmstadt
- ab 1968: Amtsgericht Darmstadt mit der Auflösung des Amtsgerichts Reinheim, zweite Instanz: Landgericht Darmstadt

### Historische Namensformen
In erhaltenen Urkunden wurde Habitzheim unter den folgenden Ortsnamen erwähnt (in Klammern das Jahr der Erwähnung):
| Habuthisheim (1262)                 | Habelsheim (1371)              | Habetzheim (1427)  |
| Habothsheym (1321)                  | Habolczheim; Habolßheim (1373) | Heytzheym (1442)   |
| Haboltsheim (1322)                  | Habiczheim (1384)              | Hatzen (1454)      |
| Hatzhem (1339)                      | Habotsheim (1390)              | Hatsheim (1458)    |
| Habelsheym (1347)                   | Haboltsheim (1392)             | Hatzhem (1472)     |
| Habechseym (1355)                   | Habczheim (1395)               | Haytßheym (1482)   |
| Habetsheim (1360)                   | Habeczheim (1396)              | Haytzem (1507)     |
| Habitzheim (1361, 1398, 1419, 1516) | Habezheim (1412)               | Habeltzheim (1510) |
| Haboltzheim (1365)                  | Hatzheim (1418, 1422)          | Habitzheimb (1549) |

## Bevölkerung

### Einwohnerstruktur 2011
Nach den Erhebungen des Zensus 2011 lebten am Stichtag, dem 9. Mai 2011, in Habitzheim 1365 Einwohner. Darunter waren 57 (4,2 %) Ausländer.
Nach dem Lebensalter waren 231 Einwohner unter 18 Jahren, 579 waren zwischen 18 und 49, 312 zwischen 50 und 64 und 246 Einwohner waren älter. Die Einwohner lebten in 564 Haushalten. Davon waren 141 Singlehaushalte, 150 Paare ohne Kinder und 207 Paare mit Kindern, sowie 57 Alleinerziehende und 12 Wohngemeinschaften. In 102 Haushalten lebten ausschließlich Senioren und in 390 Haushaltungen leben keine Senioren.

### Einwohnerentwicklung
| • 1633: | 208 Einwohner              |
| • 1829: | 1029 Einwohner, 140 Häuser |
| • 1867: | 998 Einwohner, 151 Häuser  |

| Habitzheim: Einwohnerzahlen von 1829 bis 2019 | Habitzheim: Einwohnerzahlen von 1829 bis 2019 | Habitzheim: Einwohnerzahlen von 1829 bis 2019 | Habitzheim: Einwohnerzahlen von 1829 bis 2019 | Habitzheim: Einwohnerzahlen von 1829 bis 2019 |
| --- | --------------------------------------------- | --------------------------------------------- | --------------------------------------------- | --------------------------------------------- |
| Jahr |                                               |                                               |                                               | Einwohner                                     |
| 1829 | 1829                                          |                                               | 1.029                                         | 1.029                                         |
| 1834 | 1834                                          |                                               | 1.064                                         | 1.064                                         |
| 1840 | 1840                                          |                                               | 1.109                                         | 1.109                                         |
| 1846 | 1846                                          |                                               | 1.067                                         | 1.067                                         |
| 1852 | 1852                                          |                                               | 1.035                                         | 1.035                                         |
| 1858 | 1858                                          |                                               | 1.017                                         | 1.017                                         |
| 1864 | 1864                                          |                                               | 986                                           | 986                                           |
| 1871 | 1871                                          |                                               | 974                                           | 974                                           |
| 1875 | 1875                                          |                                               | 975                                           | 975                                           |
| 1885 | 1885                                          |                                               | 954                                           | 954                                           |
| 1895 | 1895                                          |                                               | 952                                           | 952                                           |
| 1905 | 1905                                          |                                               | 930                                           | 930                                           |
| 1910 | 1910                                          |                                               | 943                                           | 943                                           |
| 1925 | 1925                                          |                                               | 968                                           | 968                                           |
| 1939 | 1939                                          |                                               | 963                                           | 963                                           |
| 1946 | 1946                                          |                                               | 1.314                                         | 1.314                                         |
| 1950 | 1950                                          |                                               | 1.296                                         | 1.296                                         |
| 1956 | 1956                                          |                                               | 1.194                                         | 1.194                                         |
| 1961 | 1961                                          |                                               | 1.173                                         | 1.173                                         |
| 1967 | 1967                                          |                                               | 1.216                                         | 1.216                                         |
| 1970 | 1970                                          |                                               | 1.335                                         | 1.335                                         |
| 1980 | 1980                                          |                                               | ?                                             | ?                                             |
| 1990 | 1990                                          |                                               | ?                                             | ?                                             |
| 2000 | 2000                                          |                                               | ?                                             | ?                                             |
| 2011 | 2011                                          |                                               | 1.365                                         | 1.365                                         |
| 2012 | 2012                                          |                                               | 1.390                                         | 1.390                                         |
| 2015 | 2015                                          |                                               | 1.411                                         | 1.411                                         |
| 2019 | 2019                                          |                                               | 1.424                                         | 1.424                                         |
| Datenquelle: Historisches Gemeindeverzeichnis für Hessen: Die Bevölkerung der Gemeinden 1834 bis 1967. Wiesbaden: Hessisches Statistisches Landesamt, 1968. Weitere Quellen: LAGIS; Zensus 2011; ab 2012: Gemeinde Otzberg |                                               |                                               |                                               |                                               |

### Historische Religionszugehörigkeit
| • 1829: | 648 lutheranische (= 62,97 %), 20 reformierte (= 1,94 %), 57 jüdische (= 5,54 %) und 304 katholische (= 29,54 %) Einwohner |
| • 1961: | 657 evangelische (= 56,01 %), 513 katholische (= 43,73 %) Einwohner                                                        |

## Politik

### Ortsbeirat
Für Habitzheim besteht ein Ortsbezirk (Gebiete der ehemaligen Gemeinde Habitzheim) mit Ortsbeirat und Ortsvorsteher nach der Hessischen Gemeindeordnung.
Der Ortsbeirat besteht zurzeit aus fünf Mitgliedern. Seit den Kommunalwahlen in Hessen 2021 gehören alle Mitglieder der CDU an. Ortsvorsteher ist Markus Terk.

### Wappen
| Wappen von Habitzheim | Blasonierung: „In Silber auf grünem Dreiberg stehend ein golden gekrönter, schwarz bewehrter roter Löwe, der auf der rechten Vorderpranke einen flugbereiten roten Habicht trägt und die linke auf einen von Silber und Blau schräg gerauteten Schild stützt.“                                               |
| Wappen von Habitzheim | Das Wappen wurde durch den Heraldiker Georg Massoth gestaltet und 1933 vom Hessischen Innenministerium genehmigt. Der Löwe und das Schild mit den Rauten sind Teile des Wappens des Ortsadels, der Familie Löwenstein-Wertheim-Rochefort, die bis heute im Ort lebt. Der Habicht ist in redendes Wappenbild. |

Eine offizielle Flagge wurde nie genehmigt. Es gibt jedoch eine nichtamtliche Flagge, die auf rot-weißem Flaggentuch das Gemeindewappen zeigt.

## Kultur und Sehenswürdigkeiten

### Bauwerke

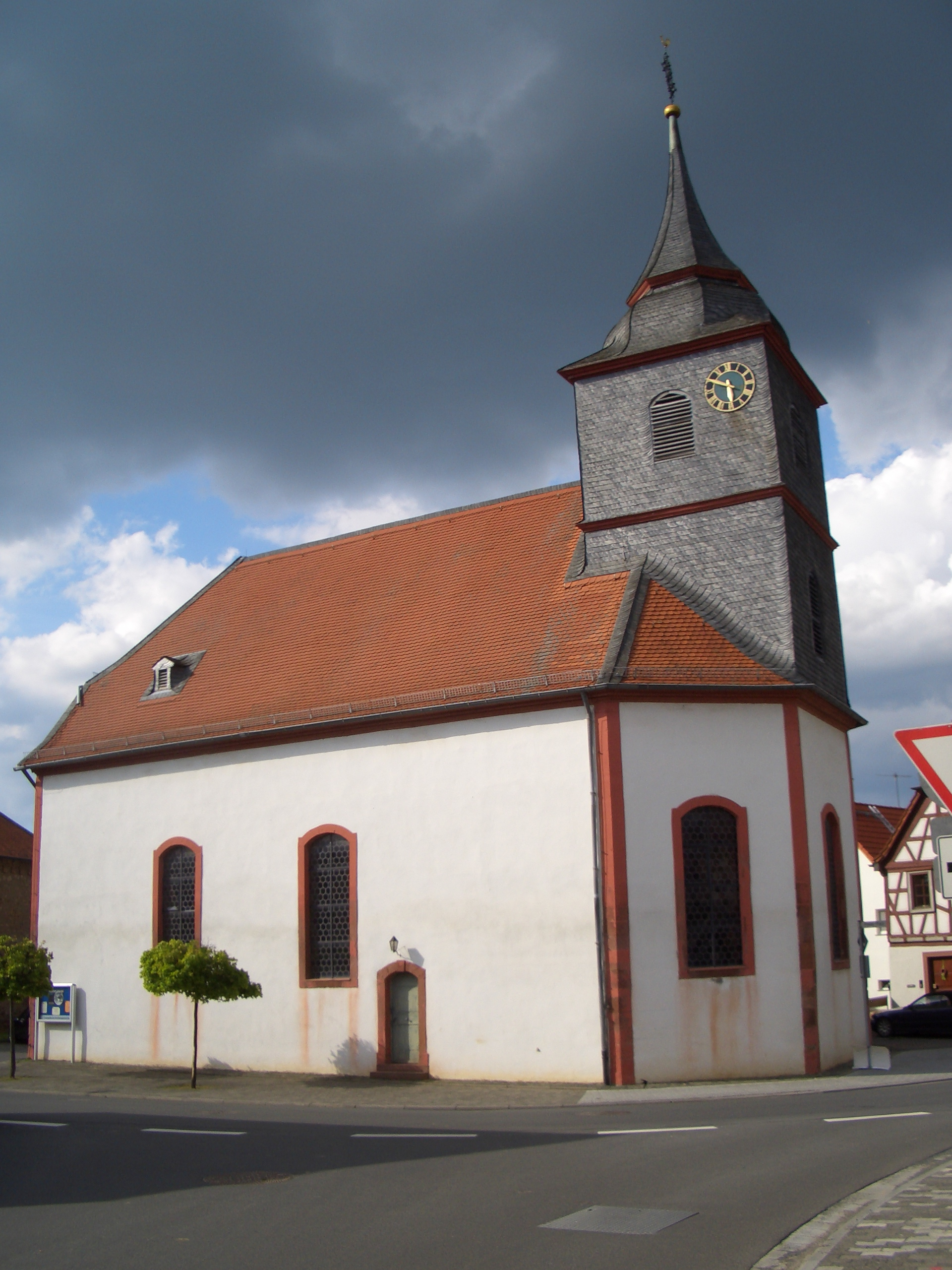
Evangelische Kirche in Habitzheim
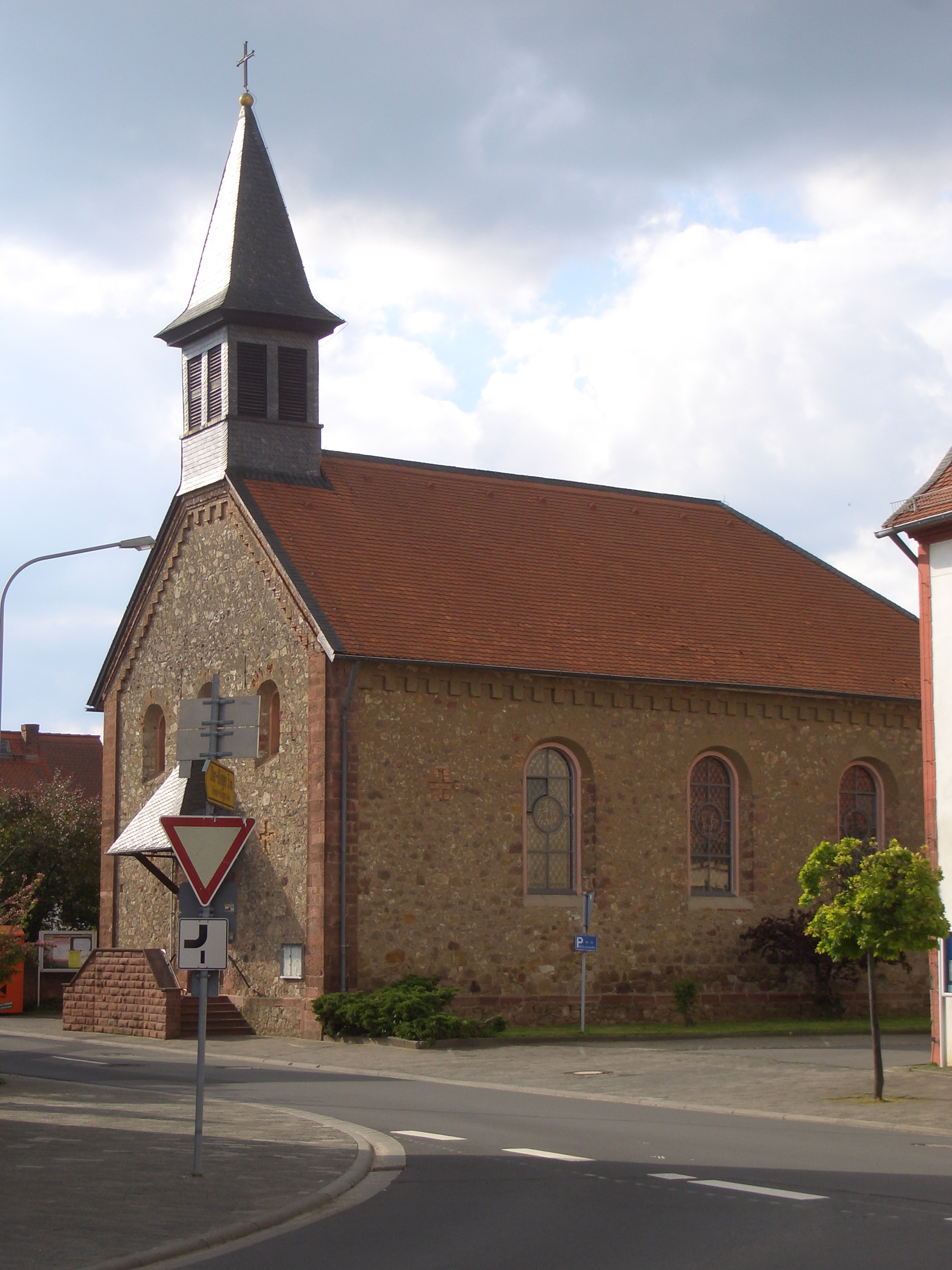
Katholische Kirche in Habitzheim
Löwenstein-Wertheimer Wappen, dessen Elemente auch ins Ortswappen Eingang fanden
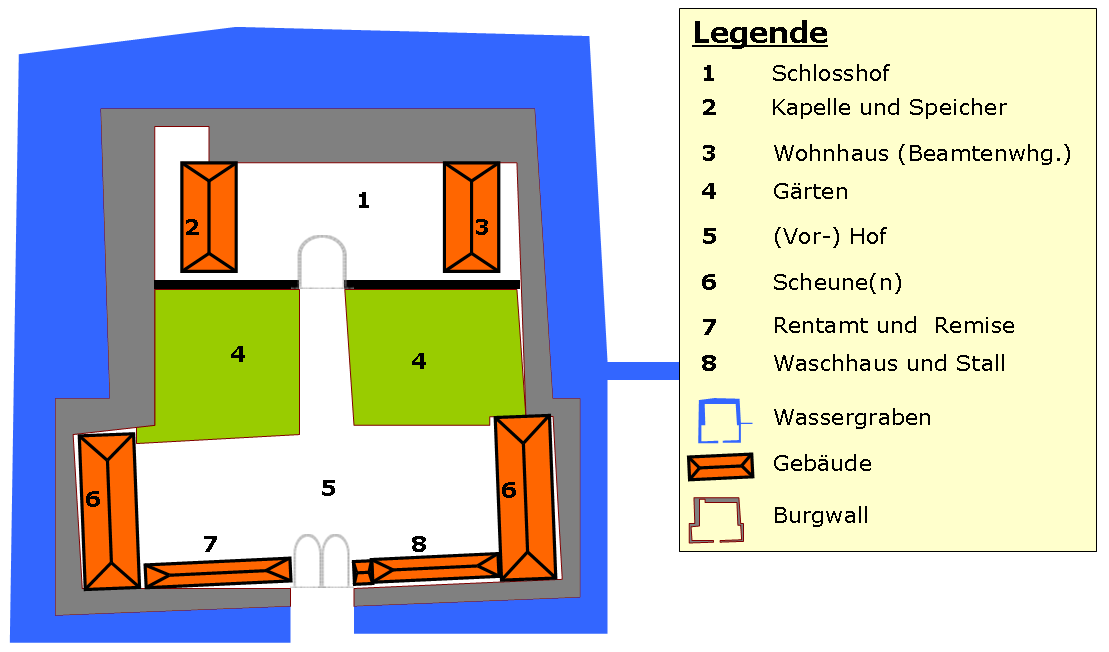
Aufbau der Burg Habitzheim zwischen 1777 und etwa 1850

### Natur und Schutzgebiete

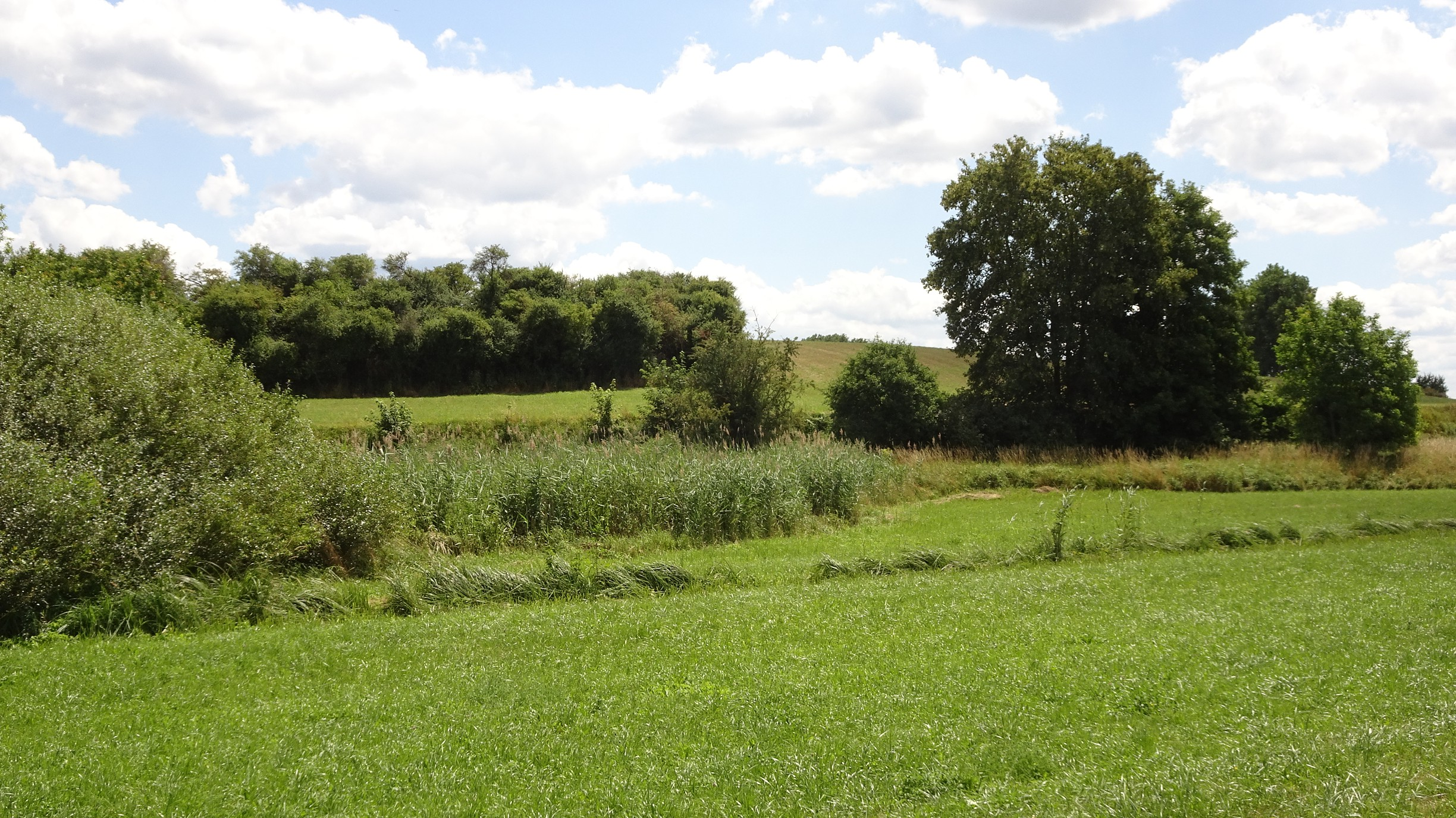
Bachlauf der Taubensemme im Naturschutzgebiet Taubensemd (2020)

Das Naturschutzgebiet Taubensemd von Habitzheim, Semd und Groß-Umstadt liegt zu einem Teil in der Gemarkung Habitzheim. Das artenreiche Schutzgebiet umfasst Feuchtwiesen, Röhrichte, offene und teils temporäre Wasserflächen und trockene Raine am Bachlauf der Taubensemme.
Es ist Teil des Natura-2000-Gebietes „Untere Gersprenzaue“ (EU-Vogelschutzgebiet 6119-401).

## Regelmäßige Veranstaltungen
- September: Kerb[22]
- 1. Advent: Hofweihnacht in Habitzheim